# Кимаск, Сальме Иосеповна
Са́льме Ио́сеповна Ки́маск (эст. Salme Kimask, в девичестве — Кёёк (эст. Köök); 19 декабря 1907, Эстляндская губерния, Российская империя — 10 апреля 1972, Таллин) — учительница, депутат Верховного совета СССР 4-го созыва.

## Биография
Родилась в Мариенгофской волости Везенбергского уезда Эстляндской губернии Российской империи (ныне волость Вяйке-Маарья уезда Ляэне-Вирумаа). В семье было 7 братьев и сестёр. Получила педагогическое образование в Таллине.
В послевоенные годы работала учительницей эстонского языка и литературы в таллинских школах, в том числе в средней школе № 2, а с 1950 года — в средней школе № 20. Среди её воспитанников — будущий хирург Хуберт Поола и писатель Майму Берг.
В марте 1954 года избрана депутатом Совета Национальностей Верховного совета СССР 4-го созыва (1954—1958) от Таллинского Морского восточного избирательного округа.

## Личная жизнь
Родители — Йоосеп Кёёк (1866—1945) и Леэна Кёёк (дев. Вяндрик, 1870—1945). Супруг Оскар Кимаск (1905—1941), двое детей.